# Noisy-le-Sec
Noisy-le-Sec is een gemeente in het Franse departement Seine-Saint-Denis (regio Île-de-France). De gemeente telde 45.915 inwoners op 1 januari 2022. De plaats maakt deel uit van het arrondissement Bobigny.

## Geografie
De oppervlakte van Noisy-le-Sec bedroeg op 1 januari 2022 5,04 vierkante kilometer; de bevolkingsdichtheid was toen 9.110,1 inwoners per km². 
De onderstaande kaart toont de ligging van Noisy-le-Sec met de belangrijkste infrastructuur en aangrenzende gemeenten.

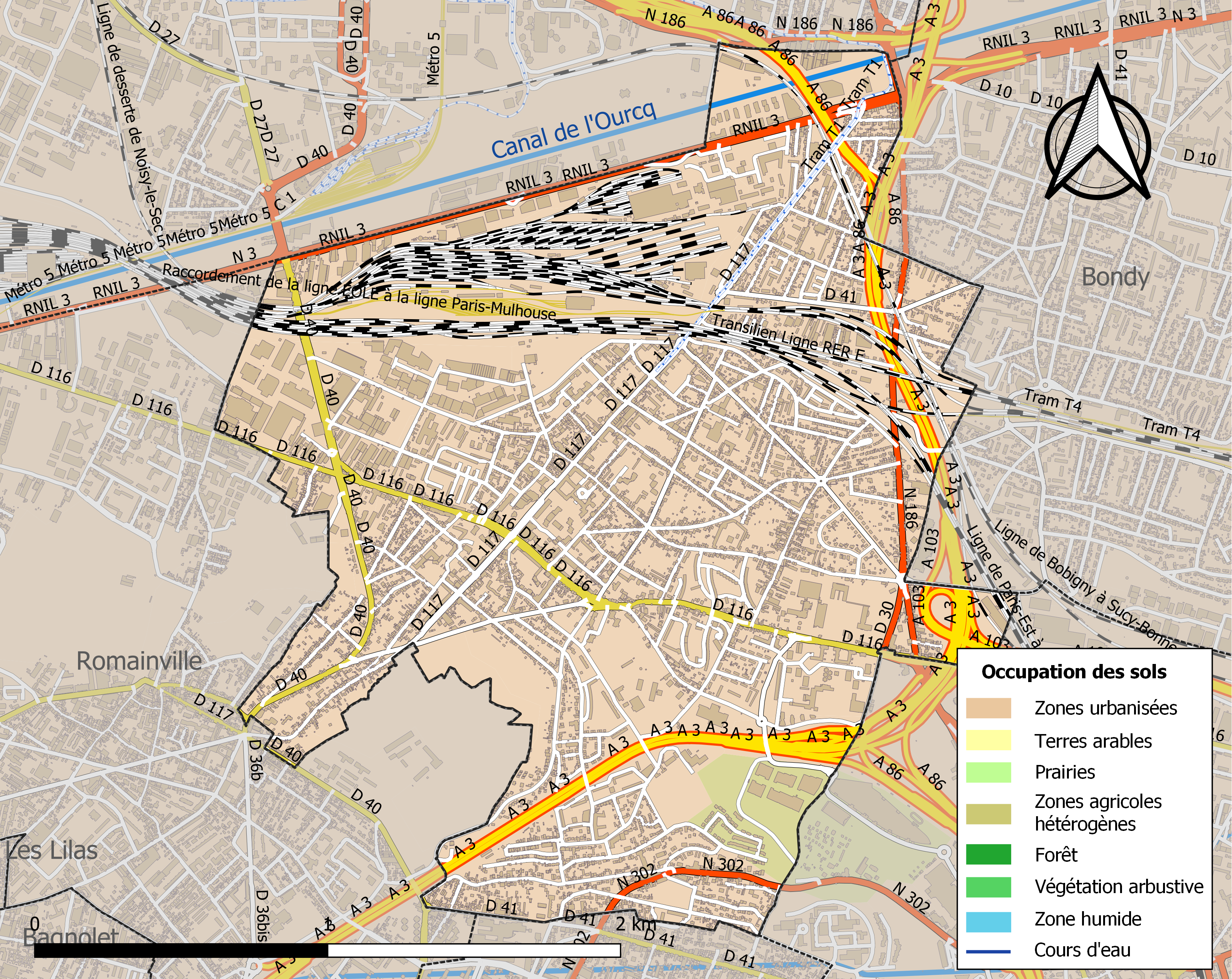

## Demografie
Onderstaande figuur toont het verloop van het inwonertal (bron: INSEE-tellingen).

## Sport
Noisy-le-Sec was één keer etappeplaats in de wielerkoers Ronde van Frankrijk. In 1984 won de Fransman Bernard Hinault er de rit.

## Geboren
- Albin Lermusiaux (1874-1940), atleet
- Jean Delannoy (1908-2008), filmregisseur
- Florian Boucansaud (1981), voetballer
- Kévin Ledanois (1993), wielrenner